# 사비르 유누소프
사비르 유누소비치 유누소프(Сабир Юнусович Юнусов, 1909년 3월 18일 ~ 1995년 11월 25일)는 소련·우즈베키스탄의 과학자 겸 정치인이다.
그는 소련에서 모스크바 대학교 초빙교수 겸 레닌그라드 대학교 초빙교수 등을 거쳐 소비에트 연방 러시아 과학원 대표최고전임위원 직위를 지내기도 하였다.